# Autoroute A 27
Die Autoroute A 27 oder kurz A 27 ist eine mit zehn Kilometer sehr kurze französische Autobahn zwischen Villeneuve-d’Ascq und der belgischen Grenze bei Baisieux, wo sie von der A 8 in Richtung Brüssel verlängert wird. Sie ist nicht lizenziert, ihre Nutzung ist kostenlos und wird von der DIR Nord unterhalten.